# Ukrainska Pravda
Ukrayinska Pravda (en ucraniano: Українська правда, literalmente verdad ucraniana) es un popular periódico ucraniano en línea fundado por Heorhi Gongadze el 16 de abril de 2000 (el día del referéndum constitucional ucraniano). Publicado principalmente en ucraniano con artículos seleccionados publicados o traducidos al ruso y al inglés, el periódico está diseñado para una audiencia general con énfasis en los temas candentes de la política de Ucrania. En ocasiones, el gobierno ucraniano ha ejercido presión sobre la publicación para restringir el acceso a la información.
Junto con Hromadske TV y Center UA (Center for United Action), Ukrayinska Pravda es parte del Kyiv MediaHub.

## Iniciativas y logros

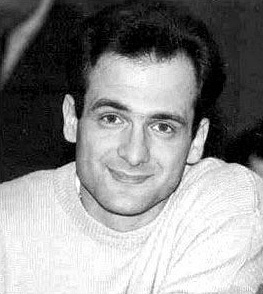
Heorhi Gongadze, cofundador y primer editor de Ukrayinska Pravda.

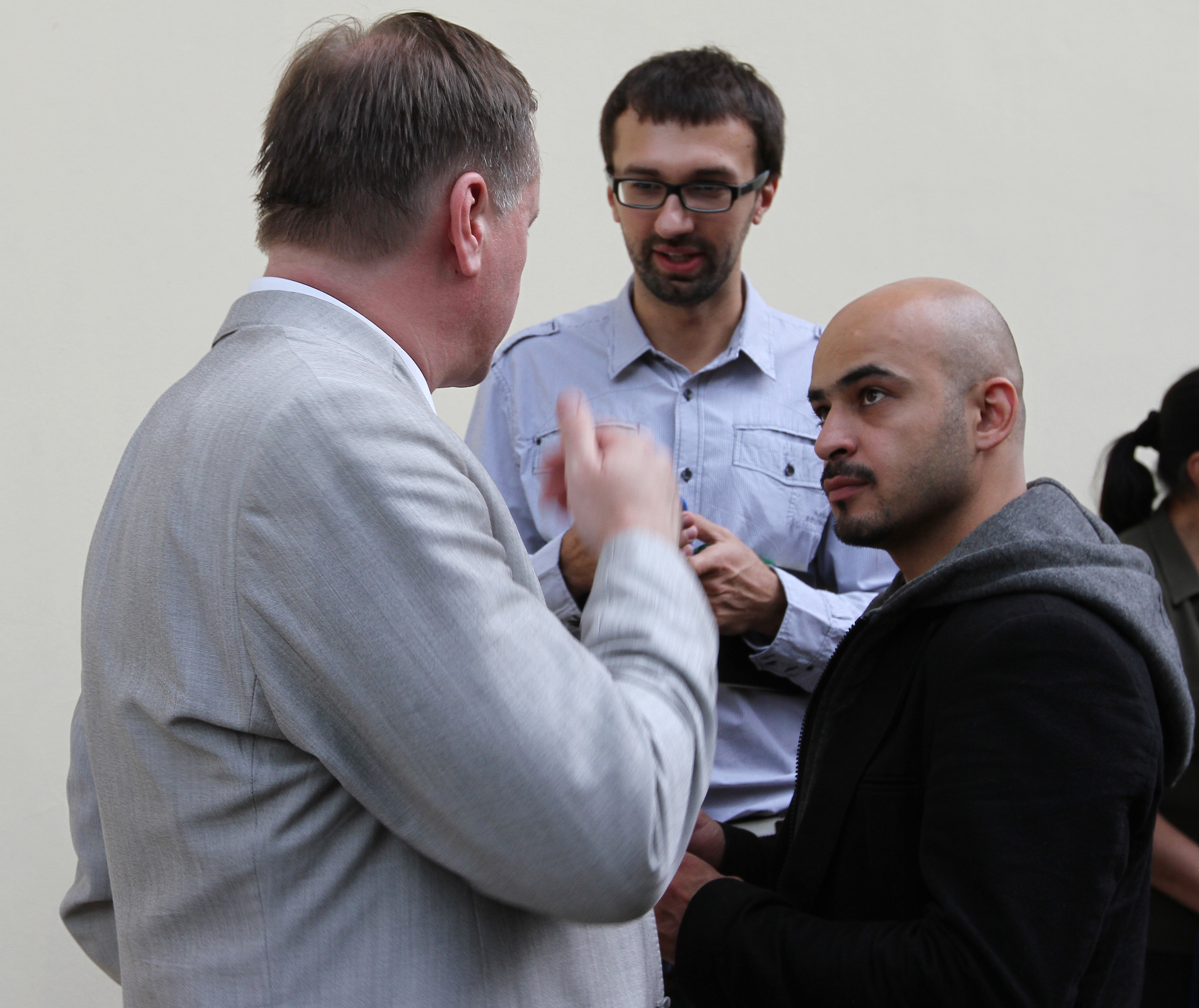
Los principales periodistas de investigación de Ukrayinska Pravda, Serhiy Léschenko (centro) y Mustafá Nayem (derecha), entrevistan al político Tarás Chornovil.

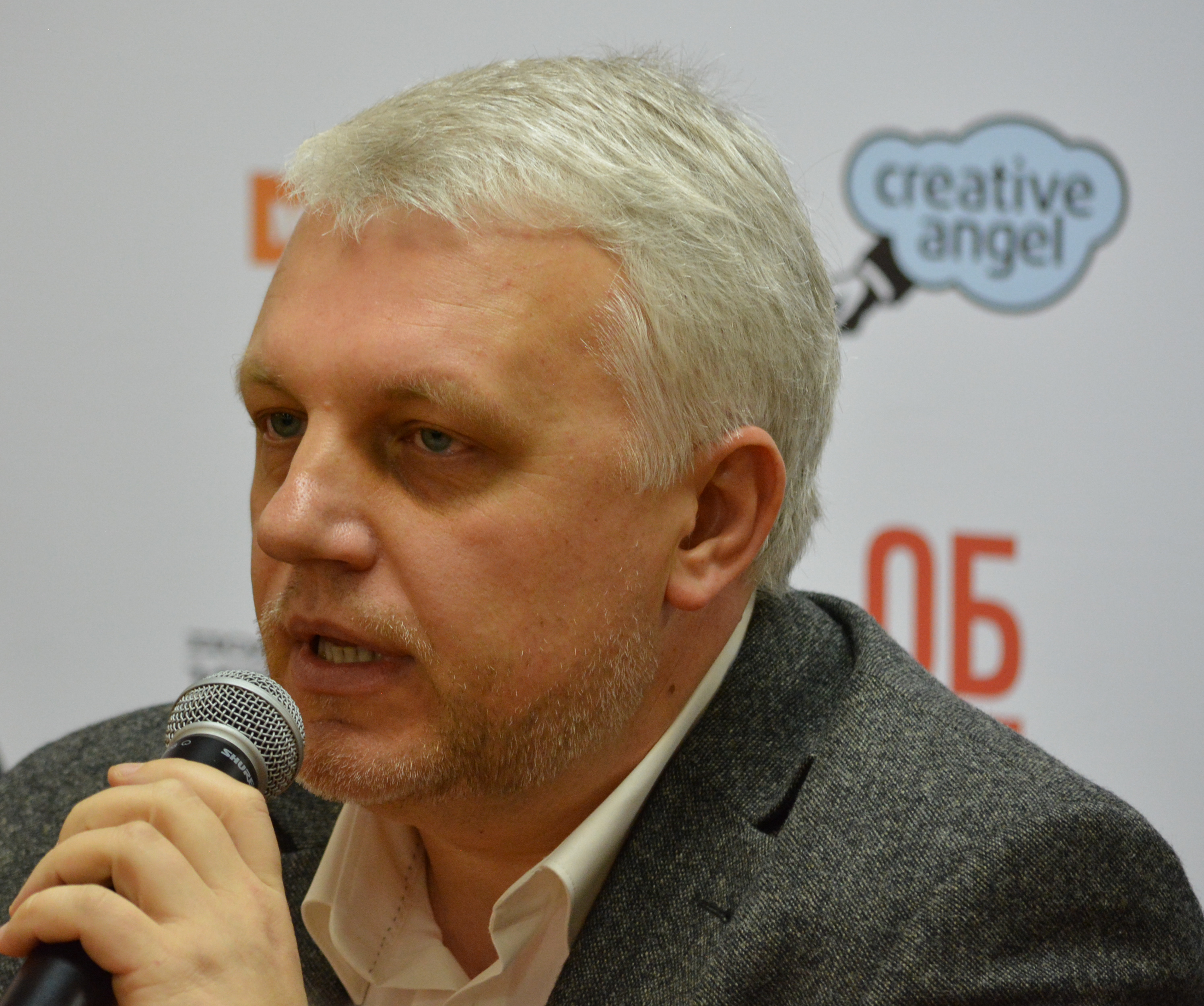
El periodista de Ukrayinska Pravda, Pável Sheremet, murió en Kiev el 20 de julio de 2016 en una explosión de automóvil.

El periódico a menudo fue el primero en investigar y publicar el material sobre corrupción o conducta poco ética de políticos ucranianos o relacionados con ellos de todos los campos políticos. En diciembre de 2002, el (entonces) fiscal general de Ucrania Sviatoslav Piskún rechazó la acreditación de prensa de Ukrayinska Pravda lo que consituye un delito, según el Código Penal de Ucrania.
El personal y los contribuyentes de Ukrayinska Pravda han sido pioneros en muchas técnicas legales y de investigación destinadas a promover la libertad de información en Ucrania, particularmente aquellas relacionadas con el gasto público, la contratación pública y la evasión fiscal. Los periodistas del personal participan habitualmente en acciones públicas no partidistas que promueven la democracia y la libertad de prensa en el país.

## Sitios web de descendientes del proyectoUkrayinska Pravda
Ukrayinska Pravda es también el sitio general de los siguientes sitios web hermanos más recientes:
- Economichna Pravda (literalmente "verdad económica") – noticias y publicaciones de economía y negocios
- Табло ID – sitio de noticias ilustrado de celebridades, que presta una atención considerable a la vida pública de los políticos y estadistas ucranianos
- Champion.com.ua – sitio de noticias deportivas
- Ukrayinska Pravda.Kyiv – noticias locales y artículos sobre la ciudad de Kiev
- Ukrayinska Pravda.Zhyttia (literalmente "Vida") - Ezine social
- Istorychna Pravda – revista de historia no noticiosa
- blog-secciones del blog:
  - Ukrayinska Pravda.Blohy – "Blogs" (blogueros seleccionados)
  - Ukrayinska Pravda.Narodni Blohy – "Blogs populares" (blogs públicos)

Editorial derechos de autor renuncias describen colectivamente estos sitios como el "Pravda Ukrayinska Internet Holding", sin precisar la naturaleza jurídica de la explotación.
Entre los blogueros habituales en Ukrayinska Pravda están Anatoliy Hrytsenko, Ruslana Lyzhychko, Inna Bohoslovska, Tetiana Chornovol, Yuriy Lutsenko y muchos otros.

## Jefes de redacción
- 2000 Heorhi Gongadze, Olena Prytula (diputada)
- 2000–2014 Olena Prytula, Serhiy Léschenko (diputado)
- 2014-presente Sevğil Musáyeva-Borovyk